# Bad Münster am Stein (stacja kolejowa)
Bad Münster am Stein (niem: Bahnhof Bad Münster am Stein) – stacja kolejowa w Bad Münster am Stein-Ebernburg, w kraju związkowym Nadrenia-Palatynat, w Niemczech. Jest węzłem na Alsenztalbahn i Nahetalbahn. Budynek stacji z około 1910 roku jest zabytkiem.

## Historia
Münster am Stein uzyskał połączenia kolejowe w 1859. Wraz z otwarciem Alsenztalbahn w 1871 roku stała się stacją przelotową. W 1904 nastąpiło połączenie z Glantalbahn. Zwiększenie ruchu i rosnące znaczenie jako ośrodka zdrowia w 1910 roku doprowadziły do reorganizacji infrastruktury stacji i budowy prestiżowego budynku dworcowego.